# 蓋迪米納斯·奥萊利卡斯
蓋迪米納斯·奥萊利卡斯（1990年5月14日—），立陶宛籃球運動員，主要在場上擔任小前鋒的位置，現在效力於立陶宛球隊萊塔斯籃球俱樂部。他也代表立陶宛國家籃球隊參賽。